# Les Brown (Moderator)

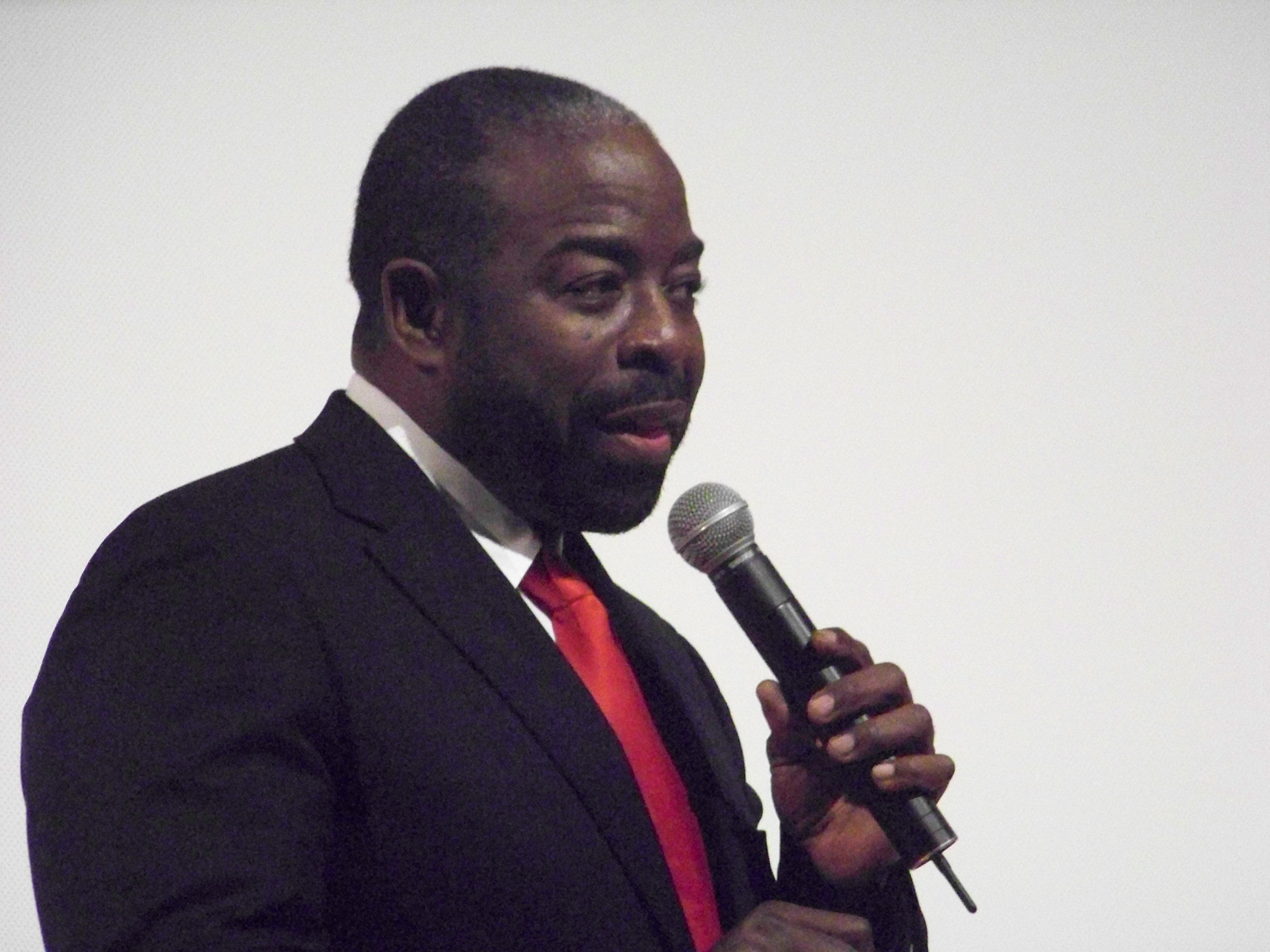
Les Brown (2009)

Leslie Calvin „Les“ Brown (* 17. Februar 1945 in Miami, Florida) ist ein US-amerikanischer Motivationsredner, Autor, ehemaliger Radio-DJ und ehemaliger Fernsehmoderator. Er war von 1976 bis 1981 Mitglied des Repräsentantenhauses von Ohio.
Als Motivationsredner verwendet er den Slogan „It’s possible!“, um Menschen zu ermutigen, ihren Träumen zu folgen.
Im Jahr 1993 war er Gastgeber der Les-Brown-Show.

## Leben

### Kindheit und Jugend
Leslie Calvin Brown wurde zusammen mit seinem Zwillingsbruder Wesley in Liberty City, einem einkommensschwachen Stadtteil von Miami, im US-Bundesstaat Florida geboren. Er wurde von Mamie Brown, einer 38-jährigen alleinstehenden Frau, die als Cafeteria-Bedienung und Haushaltshilfe arbeitete, adoptiert. Brown behauptet, dass er in der Grundschule für „geistig zurückgeblieben“ erklärt wurde, was sein Selbstwertgefühl und sein Selbstvertrauen beschädigte.

### Berufsleben

#### Radio-DJ
Wie aus vielen Reden von Brown hervorgeht, war er, als er sich zum ersten Mal entschloss, in den öffentlichen Rundfunk einzusteigen, wiederholt erfolglos. Erst nach den On-Air-Misserfolgen des vorherigen Nachmittags-DJs wurde er hauptberuflich eingestellt. 

#### 1976–1981: Mitglied des Repräsentantenhauses von Ohio
Nach seiner Kündigung bei der Radiostation kandidierte er im Jahr 1976 als Mitglied der Demokratischen Partei für das Repräsentantenhaus von Ohio und gewann. Er trat 1982 nicht erneut zur Wahl an.

#### Moderator bei PBS
Nach seinem Ausscheiden aus seinem öffentlichen Amt verlagerte er seine Karriere ins Fernsehen und wurde Moderator bei PBS. Brown war von 1982 bis 1988 Mitglied des Peabody Awards Board of Jurors. Im Jahr 1989 wurde er mit dem Council of Peers Award for Excellence der National Speakers Association ausgezeichnet und 1994 erhielt er den Golden Gavel von Toastmasters International.

#### September 1993-Dezember 1993: Die Les-Brown-Show
Im September 1993 begann er, eine neue Talkshow zu moderieren, die Les-Brown-Show. Nach fast vier Monaten ging sie am 3. Dezember 1993 in die Pause und am 17. Januar 1994 ersetzte King World Productions die Show durch Rolonda, moderiert von Rolonda Watts.

#### 1994-heute: Firmengründung und Autor
Brown gründete die Firma Les Brown Enterprises Inc., um seine Karriere als Motivationsredner zu unterstützen und war von 2011 bis 2012 für eine tägliche syndizierte Radiosendung auf KFWB in Kalifornien zu hören. Zudem verfasste er einige Bücher.
Brown arbeitete mit dem Redner John C. Maxwell zusammen, um einen offenen Blick in das Leben professioneller Redner zu werfen: „The Good, The Bad, and The Ugly“.

### Privatleben
Im Jahr 1995 heiratet Brown die Sängerin und Schauspielerin Gladys Knight. Sie ließen sich 1997 scheiden, und er hat während der Moderation seiner Shows darüber gesprochen. Brown hat neun Kinder: Calvin, Patrick, Ona, Ayanna, Tayloria, Thad, Sumaya, Serena und John-Leslie. Außerdem hat er 15 Enkelkinder und vier Urenkel.

## Schriften
- Live Your Dreams. HarperCollins, 1994, ISBN 978-0-380-72374-4.
- Its Not Over Until You Win. How to Become the Person You Always Wanted to Be No Matter What the Obstacle. Simon & Schuster, 1998, ISBN 978-0-684-83528-0.
- Laws Of Success. 12 Laws That Turn Dreams Into Reality. Selby Marketing Associates, 2017, ISBN 978-0-9910712-3-4.
- Up Thoughts for Down Times. Encouraging Words for Getting Through Life. Les Brown Enterprises, 2002, ISBN 978-0-9722574-0-4.